# إدوارد إتش. أندرسون
إدوارد إتش. أندرسون هو سياسي أمريكي، ولد في 8 أغسطس 1858، وتوفي في 1 فبراير 1928. انتخب عضو مجلس نواب ولاية يوتا ‏.